# Stelis vestita
Stelis vestita är en orkidéart som beskrevs av Oakes Ames. Stelis vestita ingår i släktet Stelis och familjen orkidéer. Inga underarter finns listade i Catalogue of Life.